# Anisia aberrans
Anisia aberrans är en tvåvingeart som först beskrevs av Townsend 1935.  Anisia aberrans ingår i släktet Anisia och familjen parasitflugor. Inga underarter finns listade i Catalogue of Life.